# Lamium orvala
La falsa ortica maggiore (nome scientifico Lamium orvala L., 1759) è una piccola pianta erbacea perenne dai fiori labiati appartenente alla famiglia delle Lamiaceae.

## Etimologia
Uno dei primi studiosi dell'antichità ad usare il nome generico di questo fiore (Lamium) è stato Plinio (Como, 23 – Stabia, dopo l'8 settembre 79), scrittore e naturalista latino, il quale ci indica anche una possibile etimologia: questo termine discenderebbe da un vocabolo greco ”laimos” il cui significato è “fauci – gola”. Ma potrebbe discendere anche da altre parole greche: ”lamos” (= larga cavità), oppure dal nome di una regina libica ”Làmia”. In quest'ultimo caso il collegamento esiste in quanto le mamme greche, per far star buoni i loro bambini, descrivevano questa regina come un mostro capace di ingoiarli (come del resto fa il fiore di questa pianta quando un bombo entra nel tubo corollino in cerca del nettare). L'epiteto specifico ("orvala") ha una etimologia oscura e potrebbe derivare dalla somiglianza con la Salvia viridis o una pianta simile anticamente chiamata Ormin.
Il binomio scientifico attualmente accettato (Lamium orvala) è stato proposto da Linneo (Rashult, 23 maggio 1707 –Uppsala, 10 gennaio 1778), biologo e scrittore svedese, considerato il padre della moderna classificazione scientifica degli organismi viventi, nella pubblicazione "Systema Naturae. Editio decima, reformata. - 2: 1099." del 1759.

## Descrizione

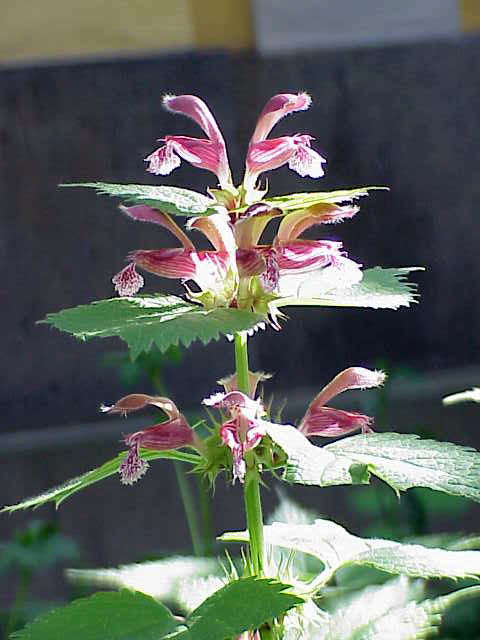
Il portamento

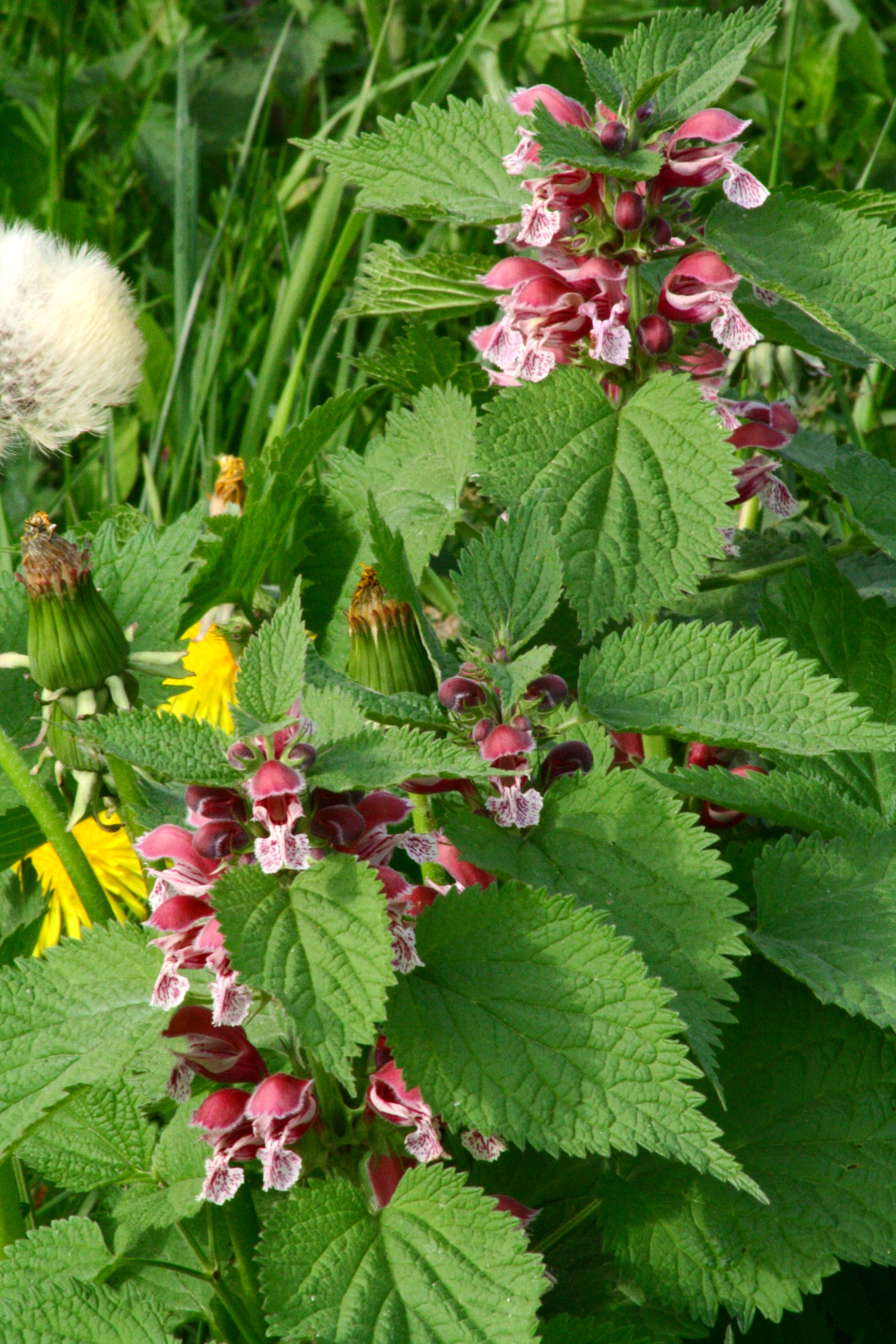
Le foglie

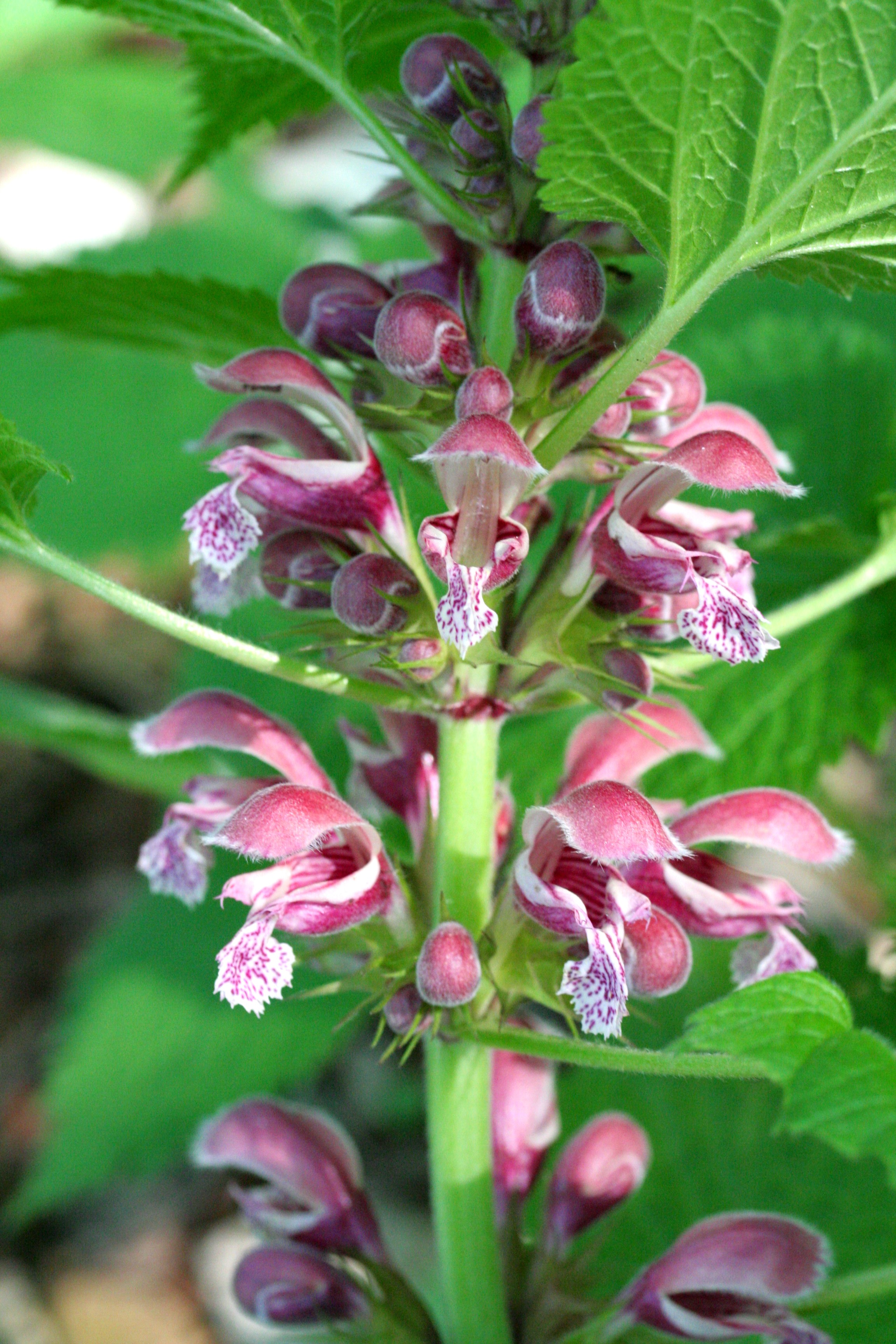
Infiorescenza

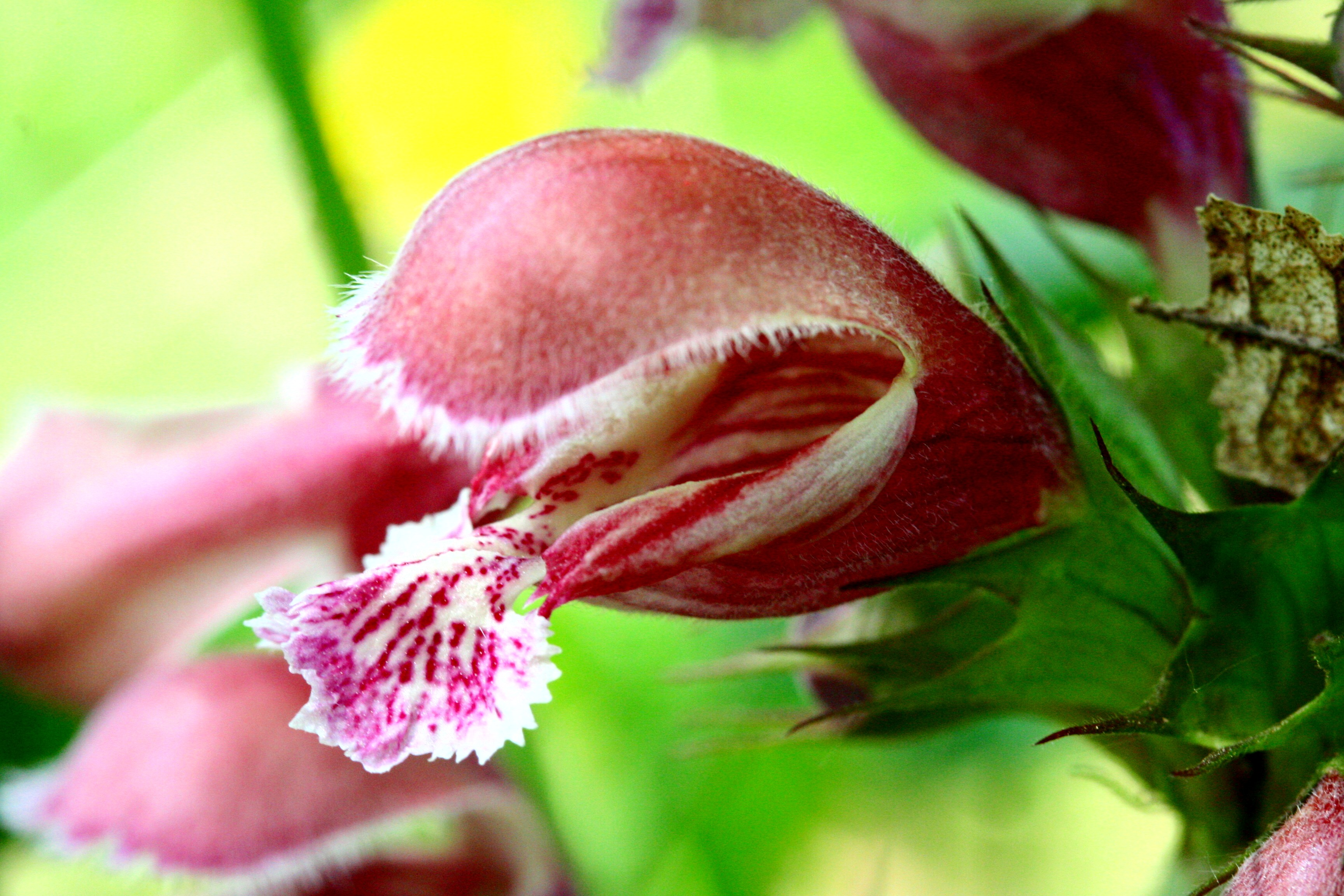
Il fiore

L'altezza della pianta oscilla fra i 30 e i 60 cm (massimo 100 cm). La forma biologica è emicriptofita scaposa (H scap), ossia è una pianta erbacea, perenne con gemme svernanti al livello del suolo e protette dalla lettiera o dalla neve, dotata di un asse fiorale più o meno eretto e con poche foglie. Il portamento di questa pianta può essere tappezzante.

### Radici
Le radici sono secondarie da rizoma.

### Fusto
- Parte ipogea: la parte sotterranea del fusto consiste in un rizoma strisciante (stolone sotterraneo).
- Parte epigea: la parte aerea del fusto è eretta e mediamente ramosa con peli riflessi nella parte alta. Il fusto ha una sezione quadrangolare (a volte quasi sub-cilindrica) a causa della presenza di fasci di collenchima posti nei quattro vertici, mentre le quattro facce sono concave. Ai nodi il fusto è arrossato.

### Foglie
Le foglie, tutte lungamente picciolate sono cuoriformi (o ovato-triangolari), mentre l'apice è acuminato. Il portamento delle foglie è patente. Lungo il fusto sono disposte in modo opposto a due a due e sono prive di stipole. La superficie è pubescente quasi tomentosa (specialmente ai margini), il bordo è irregolarmente e grossolanamente dentato e sulla pagina inferiore sono presenti delle evidenti nervature. Il colore delle foglie è verde scuro sulla pagina superiore e tendente al rossastro in quella inferiore. Dimensione delle foglie medie: larghezza 7 – 10 cm; lunghezza 8 –12 cm (quelle più grandi possono raggiungere i 16 cm di lunghezza). La lunghezza del picciolo è pari alla lunghezza della lamina.

### Infiorescenza
L'infiorescenza è portata in vari verticilli ascellari sovrapposti lungo il fusto. Ogni verticillo è composto da più fiori (da 12 a 15) sessili disposti circolarmente a corona poggianti su due brattee fogliose (o semplicemente foglie più piccole rispetto a quelle lungo il fusto); queste sono picciolate. Le brattee del verticillo seguente sono disposte in modo alterno. 

### Fiore
I fiori sono ermafroditi, zigomorfi (il calice è attinomorfo), tetraciclici (con i quattro verticilli fondamentali delle Angiosperme: calice– corolla – androceo – gineceo) e pentameri (calice e corolla formati da cinque elementi). Sono inoltre omogami (autofecondanti), odorano di citronella con un fondo sgradevole e sono ricchi di nettare.
- Formula fiorale. Per questa specie la formula fiorale della famiglia è la seguente:

X, K (5), [C (2+3), A 2+2], G (2), supero, drupa, 4 nucole
- Calice: i cinque sepali del calice sono concresciuti (calice gamosepalo) in una forma tubulare-campanulata e a struttura piuttosto rigida; è inoltre persistente. Il calice termina con cinque lunghi denti lanceolati e spinescenti; sono inoltre lievemente divergenti e più o meno uguali (simmetria di tipo attinomorfa). La superficie del calice è pelosa ed è inoltre percorsa da 5 – 10 nervature longitudinali. Lunghezza del tubo del calice: 6 – 7 mm. Lunghezza dei denti: 6 – 9 mm.
- Corolla: i cinque petali sono quasi completamente fusi (gamopetalo) in un'unica corolla formata da due labbra molto sviluppate. Il tubo della corolla è dritto ma rigonfio alle fauci. Il labbro superiore (composta da due dei cinque petali concresciuti) ha la forma di un cappuccio pubescente ben sviluppato con lobi terminali divergenti; in questo modo protegge gli organi di riproduzione dalle intemperie e dal sole. Il labello (labbro inferiore composta dai tre petali rimanenti) è formato da un doppio lobo centrale anch'esso ben sviluppato e piegato verso il basso per fare da base di “atterraggio” agli insetti pronubi e da due lobi laterali contratti terminanti in sottili lacinie. Le fauci sono circondate da un anello trasversale di peli per impedire l'accesso ad insetti più piccoli e non adatti all'impollinazione. I bordi della corolla sono smarginati e pelosi. Le due labbra (quella superiore e quella inferiore) poco divergenti sono quasi parallele. Il colore della corolla è rosso-vinosa con macchie e striature interne rossastre su fondo bianco, soprattutto sui lobi inferiori, che servono da guida agli insetti pronubi. Lunghezza della corolla completa: 20 – 50 mm. Lunghezza del solo tubo: 15 – 20 mm. Dimensione del labbro superiore: 20 mm. Dimensione del labbro inferiore: 18 mm.
- Androceo: gli stami dell'androceo sono quattro (didinami - due corti e due lunghi – quello mediano posteriore, il quinto stame, manca per aborto) e tutti fertili. Il paio posteriore è più breve, mentre l'altra copia è aderente al labbro superiore della corolla e sporge lievemente; tutti i filamenti sono paralleli tra di loro. Le antere hanno i lobi arrotondati a deiscenza longitudinale; sono inoltre conniventi. Le antere sono prive di peli e i lobi sono staccati.
- Gineceo: l'ovario del Gineceo è semi-infero (quasi supero) composto da quattro parti (quindi quattro ovuli) con logge a forma ovata, derivate da due carpelli: infatti ogni carpello è diviso in due parti da una falso setto divisorio. L'ovario è troncato all'apice. Lo stilo è semplice ed è inserito tra i carpelli alla base dell'ovario (stilo “ginobasico”). Lo stimma è bifido: termina in due lacinie più o meno uguali. Il nettare è nascosto sotto l'ovario.
- Fioritura: da aprile a giugno.

### Frutti
Il frutto è una nucula acheniforme (schizocarpo) troncato all'apice; più precisamente è una drupa (ossia una noce) con quattro semi (uno per ovulo derivato dai due carpelli divisi a metà). Questo frutto nel caso delle Lamiaceae viene chiamato “clausa”. Le quattro parti in cui si divide il frutto principale, sono ancora dei frutti (parziali) ma monospermici (un solo seme) e privi di endosperma. I frutti si trovano all'interno del calice persistente.

## Riproduzione
- Impollinazione: l'impollinazione è entomofila ossia tramite insetti e in particolare tramite il bombo, ma anche le api. In effetti la corolla di queste piante è sorprendentemente conformata alle dimensioni e struttura dei bombi. Quando questi insetti cercano di entrare nel tubo corollino per raggiungere i nettari (posti alla base dell'androceo) con le loro vibrazioni scuotono le antere poste all'interno del labbro superiore. In questo modo fanno scendere e quindi aderire al loro dorso peloso il polline della pianta. Visitando poi un altro fiore, parte di questo polline andrà a cadere sullo stimma provocando così l'impollinazione e la successiva fecondazione. Questo senz'altro è uno dei più interessanti mutui rapporti tra mondo animale e mondo vegetale per il raggiungimento di reciproci interessi. È da aggiungere comunque che qualora il tubo corollino si presentasse troppo stretto per prelevare il nettare, il bombo allora si porta all'esterno del fiore e incomincia a rosicchiare la base della corolla raggiungendo così alla fine, per una via non naturale, il suo obiettivo: il nettare. In questo modo però si “rompe” il mutuo rapporto a favore solamente dell'insetto; il fiore non verrà impollinato e rimarrà sterile.[2]
- Riproduzione: la fecondazione avviene fondamentalmente tramite l'impollinazione dei fiori (vedi sopra).
- Dispersione: i semi cadendo a terra (dopo essere stati trasportati per alcuni metri dal vento – disseminazione anemocora) sono successivamente dispersi soprattutto da insetti tipo formiche (disseminazione mirmecoria). I semi hanno una appendice oleosa (elaisomi, sostanze ricche di grassi, proteine e zuccheri) che attrae le formiche durante i loro spostamenti alla ricerca di cibo.[10]

## Distribuzione e habitat

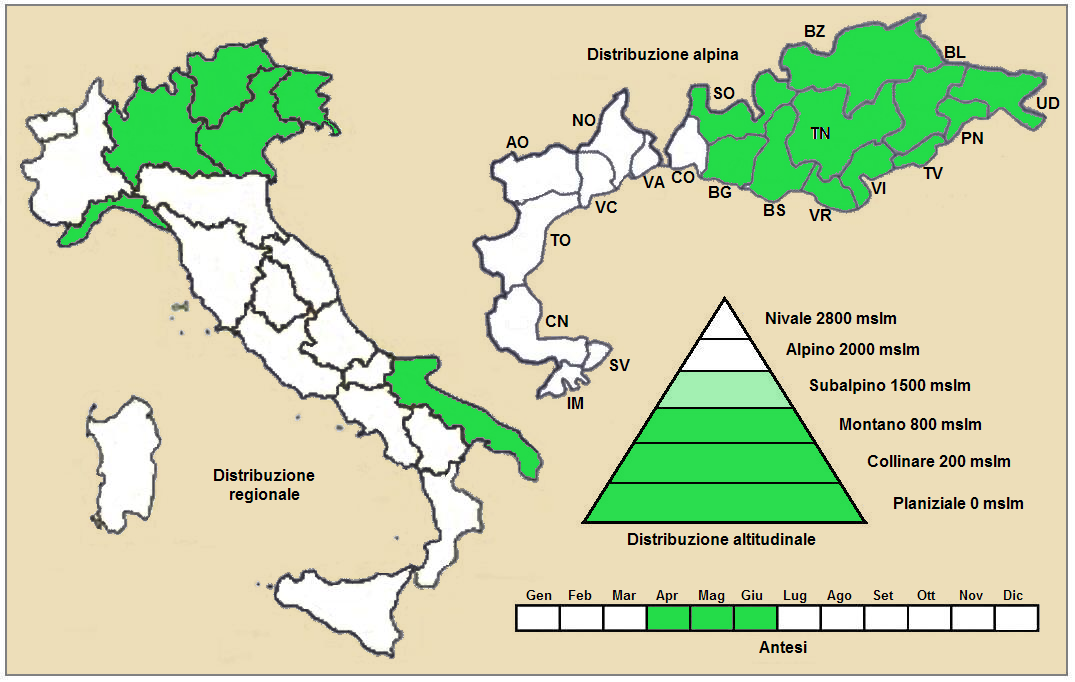
Distribuzione della pianta
(Distribuzione regionale – Distribuzione alpina)

- Geoelemento: il tipo corologico (area di origine) è Orofita – Est Alpino ma anche Dinarico (Sub Illirico).
- Distribuzione: questa pianta è molto comune nella parte orientale delle Alpi (anche fuori dai confini italiani); meno comune nella pianura friulana e veneta; assente nelle altre parti della penisola. Nel resto dell'Europa la “Falsa ortica maggiore” è presente solo nelle Alpi Dinariche e in alcuni areali ancora più a oriente.[12]
- Habitat: l'habitat tipico per questa specie sono i boschi di latifoglie (querceti, faggete e castagneti), ma anche i margini boschivi, siepi e sponde ombrose. Il substrato preferito è sia calcareo che siliceo con pH neutro e alti valori nutrizionali del terreno che deve essere umido.
- Distribuzione altitudinale: sui rilievi queste piante si possono trovare fino a 1200 m s.l.m. (massimo 1750 m s.l.m.); frequentano quindi i seguenti piani vegetazionali: collinare e montano.

## Fitosociologia
Dal punto di vista fitosociologico Lamium orvala appartiene alla seguente comunità vegetale:
Formazione : delle comunità forestali
Classe : Carpino-Fagetea
Ordine : Fagetalia sylvaticae
Alleanza : Aremonio-fagion

## Tassonomia
La famiglia di appartenenza della specie (Lamiaceae), molto numerosa con circa 250 generi e quasi 7000 specie, ha il principale centro di differenziazione nel bacino del Mediterraneo e sono piante per lo più xerofile (in Brasile sono presenti anche specie arboree). Per la presenza di sostanze aromatiche, molte specie di questa famiglia sono usate in cucina come condimento, in profumeria, liquoreria e farmacia. Il genere Lamium si compone di circa 20 - 30 specie gravitanti nella maggioranza dei casi attorno al bacino del Mediterraneo, una decina delle quali vivono spontaneamente in Italia. Nelle classificazioni meno recenti la famiglia Lamiaceae viene chiamata Labiatae.
La pianta di questa scheda fa parte della sezione Orvala; sezione caratterizzata dall'avere il tubo corollino dritto nella parte basale e un anello trasversale di peli alle fauci della corolla.

### Variabilità
Anche questa specie, come altre dello stesso genere, è soggetta a variabilità soprattutto nella dentatura delle foglie (che può essere doppia) oppure con foglie a lobi più profondi del normale; altro elemento di variabilità è il colore della corolla che può essere più chiaro fino a diventare bianco.

### Sinonimi
La specie di questa scheda ha avuto nel tempo diverse nomenclature. L'elenco seguente indica alcuni tra i sinonimi più frequenti:
- Lamium grandiflorum Salisb.
- Lamium pannonicum  Scop.
- Lamium phalacranthera  St.-Lag.
- Lamium wettsteinii  Rech.
- Orvala garganica  L.
- Orvala lamioides  DC.

### Specie simili
Questa pianta può facilmente essere scambiata per un'ortica (anche se le due specie appartengono a famiglie diverse: Urticaceae è la famiglia per le “ortiche” vere). Lamium orvala si distingue soprattutto per la sezione del fusto: quadrata nelle piante del genere Lamium, circolare nelle “ortiche” vere e proprie. Mentre le foglie sono molto simili: da qui il nome comune (“Falsa ortica”) derivato da credenze antiche anche se naturalmente queste piante sono totalmente prive di peli urticanti e quindi non pungono. Molto simili tra di loro sono invece alcune specie dello stesso genere che vivono nella fascia alpina. L'elenco seguente mette in risalto le differenze morfologiche di queste specie:
- Lamium album L. - Falsa ortica bianca: si distingue subito per il colore bianco dell'infiorescenza.
- Lamium amplexicaule L. - Lamio a foglie abbraccianti: l'infiorescenza è purpurea; le foglie hanno degli apici arrotondati e sono abbraccianti; la pianta è annua ed è alta 8–30 cm con fiori grandi 13–18 mm.
- Lamium galeobdolon L. - Falsa ortica gialla: si distingue subito per il colore giallo dell'infiorescenza.
- Lamium maculatum L. - Falsa ortica macchiata: l'infiorescenza è purpurea; le foglie hanno un apice acuto; la pianta è perenne ed è alta 15–30 cm con fiori grandi 20–30 mm.
- Lamium orvala L. - Falsa ortica maggiore: l'infiorescenza è purpurea; la pianta è grande (massimo 100 cm) e i fiori sono i più grandi (25 – 40 mm).
- Lamium purpureum L. - Lamio purpureo: l'infiorescenza è purpurea; la pianta è piccola (massimo 20 cm) e i fiori sono piccoli (7 – 12 mm).

## Altre notizie
Il lamio orvala in altre lingue è chiamato nei seguenti modi:
- (DE)  Großblütige Taubnessel oppure Nesselkönig
- (FR)  Lamier orvala

## Usi

### Farmacia
- Sostanze presenti: in queste piante, come in altre specie dello stesso genere, sono presenti diverse sostanze come oli eterei (all'interno di peli ghiandolari), mucillagini, tannino, saponine e sali di potassio[2].
- Proprietà curative: la medicina popolare utilizza questa piante come vulnerarie (guarisce le ferite), antispasmodiche (attenua gli spasmi muscolari, e rilassa anche il sistema nervoso), depurative (facilita lo smaltimento delle impurità), espettoranti (favorisce l'espulsione delle secrezioni bronchiali), risolventi in generale, toniche (rafforza l'organismo in generale) e astringenti (limita la secrezione dei liquidi)[2].

### Giardinaggio
L'utilizzo di questa specie da parte dell'uomo è circoscritto principalmente al giardinaggio grazie anche alla sua vistosa fioritura.

## Galleria d'immagini

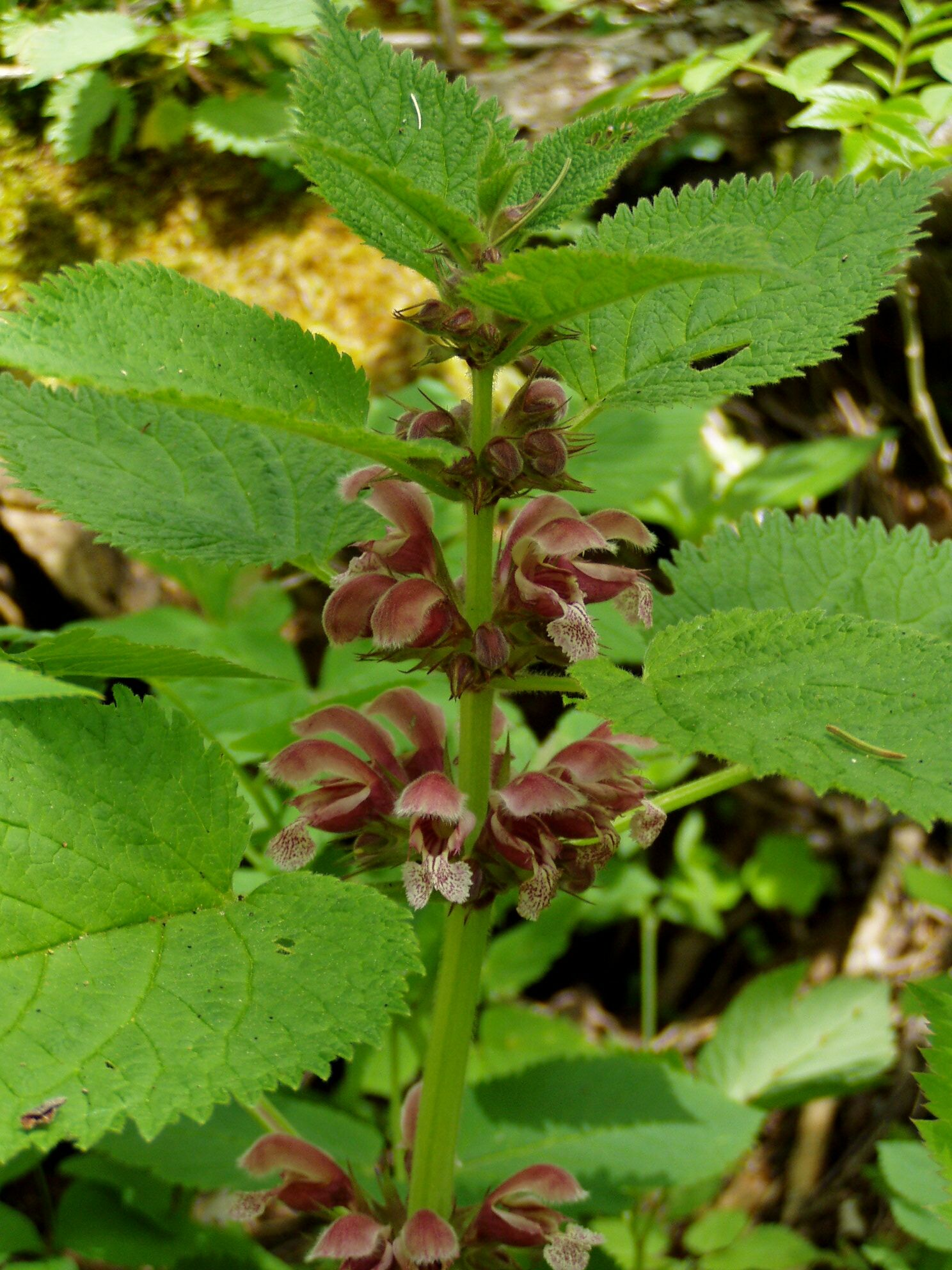
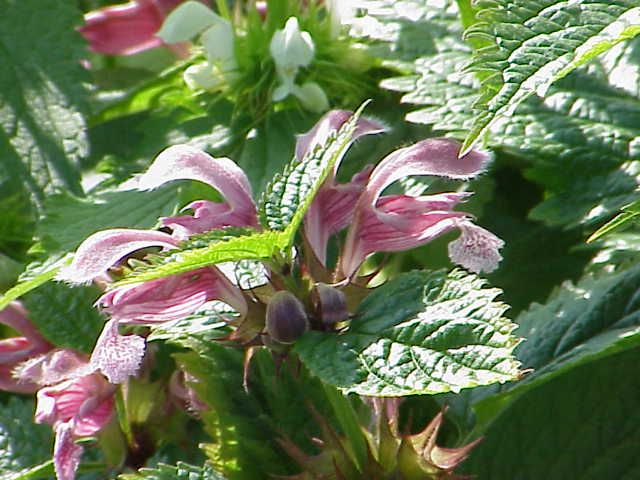
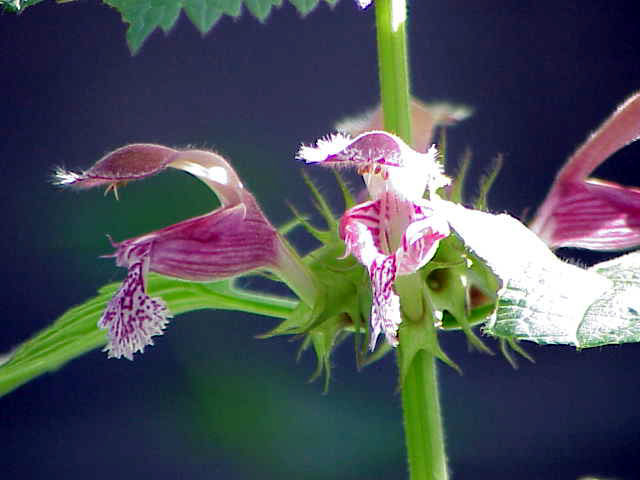
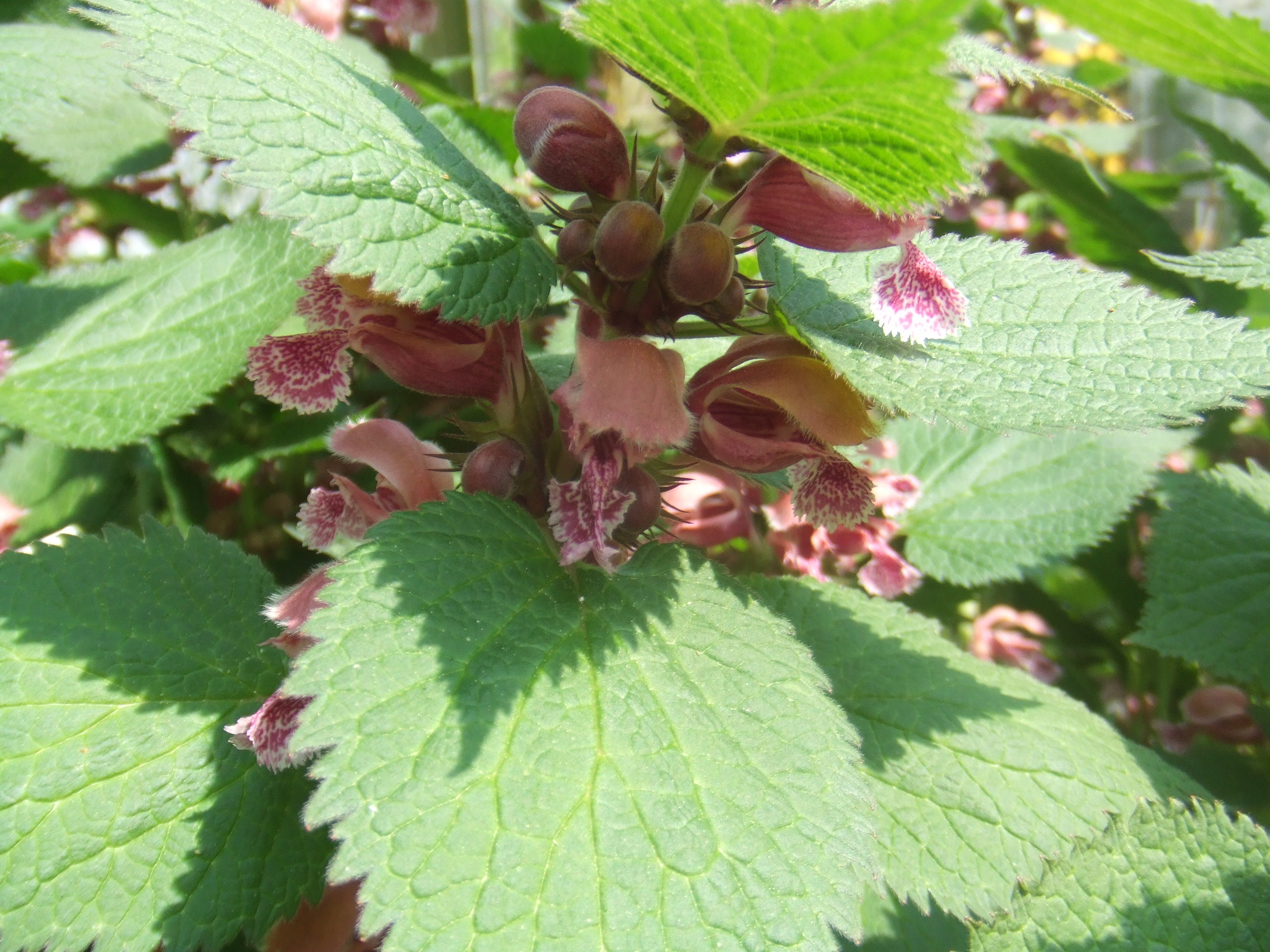